# Netelia retaki
Netelia retaki är en stekelart som beskrevs av Ian D. Gauld 1983. Netelia retaki ingår i släktet Netelia och familjen brokparasitsteklar. Inga underarter finns listade i Catalogue of Life.